# An Elastic Affair
An Elastic Affair (1930) é um curta-metragem comédia de 10 minutos dirigido por Alfred Hitchcock e que apresenta os dois vencedores de uma bolsa de atuação cinematográfica patrocinada pela revista britânica Film Weekly. Os vencedores foram Cyril Butcher (1909-1988) como "o garoto" e Aileen Despard (1908-1981) como "a garota".
O filme foi exibido em 19 de janeiro de 1930 em uma cerimônia no London Palladium, no qual os dois vencedores receberam seus respectivos prêmios sob forma de contratos cinematográficos com o produtor de cinema John Maxwell da British International Pictures. Atualmente é considerado um filme perdido.